# 广州新华学院
广州新华学院，是位于广东省广州市和东莞市的一所民办普通高等学校。

## 历史
广州新华学院的前身为中山大学新华学院。中山大学新华学院是由中山大学与广东东宝集团有限公司共同投资创办的独立学院，于2005年5月经中华人民共和国教育部批准（教发函〔2005〕68号）成立。
2021年2月2日，教育部批复广东省人民政府（教发函〔2021〕22号），同意中山大学新华学院脱离中山大学，转设为广州新华学院，为民办性质的全日制普通本科高等学校。3月19日，广州新华学院正式挂牌。
2021年6月28日，由于该校东莞校区有学生被确诊为COVID-19患者，学校实施封控管制，并停止线下授课；7月5日解除管控。

## 外部連結
- 广州新华学院官网 （页面存档备份，存于）
- 维基共享资源上的相關多媒體資源：广州新华学院